# 新鍋理沙
新鍋理沙（1990年7月11日—），出生於日本鹿兒島縣姶良郡福山町（現・霧島市），是日本女子排球運動員，身高175公分，體重64公斤，場上位置為主攻。

## 生涯簡介
新鍋出生於鹿兒島縣福山町（現・霧島市）受到父母親的影響，在小學一年級時開始接觸排球，她的排球生涯也由此開始。高中時代曾多次代表學校參加春季高校排球大賽。
2008年11月正式加盟久光製藥Springs。
2011年獲得V-Legaue最佳新人獎。
2011年3月28日，首次入選日本女排24人集訓名單。與岩坂名奈作為「最年少組合」，今後的發展令人十分期待。
2012年，代表久光製藥Springs參加日本聯賽V-Legaue，在冠軍戰以0-3不敵東麗箭，獲得亞軍，而個人收獲最佳防守獎
。
2012年3月19日，再次入選日本女排17人集訓名單。
2012年6月25日，入選倫敦奥運日本女排12人參賽名單，並獲得倫敦奧運女子排球項目銅牌。
2012年12月24日，在日本皇后杯女排賽，新鍋選手擔任久光製藥Springs首發主攻。久光製藥在決賽先丟一局的情況下連扳三局以3-1逆轉東麗箭奪冠，四局比分為17-25、25-23、25-22和25-19。
2013年，久光製藥Springs在日本聯賽V-Legaue以常規賽第二名的姿態殺入四強賽，四強賽以三戰全勝晉級決賽。在冠軍戰以3-0橫掃東麗箭，奪得冠軍，三局比分為25-16、25-16和25-17，這是新鍋選手第一次在V1聯賽奪冠。這亦是中田久美監督帶領球隊，在本賽季的第三冠。新鍋選手個人並蟬聯日本聯賽V-Legaue最佳防守獎，連續兩年、第二次獲得這個獎項。
2013年4月16日，日本排協在官網上公佈了2013年日本女排國家隊44人集訓大名單，木村沙織、江畑幸子、荒木繪里香、新鍋理沙、迫田沙織以及中道瞳六名參加了倫敦奧運會的老將毫無懸念入圍大名單。
2013年日韓女排頂級聯賽中，主攻新鍋理沙貢獻出12分，幫助日本久光製藥俱樂部直落三局以3-0完胜韓國IBK企業銀行奪冠，三局比分是25-16、25-14、 25-20。繼2006、2007年兩度摘金後今年再贏得第三冠。
2020年6月，宣布正式退役。

## 生涯及得獎經歷

### 生涯簡歷
福山町立牧之原小学校 → 国分市立（霧島市立）国分南小学校→霧島市立国分南中学校→ 鹿屋中央高等学校 → 延岡学園高等学校 → 久光製藥Springs
- 日本女排 - 2011-2014年、2017-2019年

### 獲獎經歷
- 團隊

2011年 - 瑞士女排精英賽冠軍
2011年 - 女子排球亞洲錦標賽亞軍
2011年 - 世界杯女排世界杯第四名
2012年 - 2011-12 V-Legaue亞軍
2012年 - 倫敦奧林匹克運動會女子排球銅牌
2012年 - 日本皇后杯女排賽冠軍
2013年 - 2012-13 V-Legaue冠軍
- 個人

2011年 - 2010/11 V-Legaue最佳新人獎
2012年 - 2011/12 V-Legaue最佳防守獎
2012年 - 霧島市市民栄譽賞
2013年 - 2012/13 V-Legaue最佳防守獎

## 外部連結
- 久光製藥Springs
- 新鍋理沙個人檔案（久光製藥Springs網站內）
- 新鍋理沙個人檔案（V-Legaue公式內） （页面存档备份，存于）
- 岩坂名奈＆新鍋理沙 オフィシャルブログ （页面存档备份，存于）